# Ionstraal

Voorbeeld van een ionstraal

De ionstraal is de straal van het ion van een atoom (of molecuul).
Deze is kleiner dan de bijhorende atoomstraal voor positieve ionen (er ontbreekt een elektron in de buitenste baan, waardoor er als er maar één elektron in zit, een baan minder gevuld is); deze is groter dan de bijhorende atoomstraal voor negatieve ionen (doordat er een elektron bij komt, kan het zijn dat er een nieuwe baan gevuld wordt).
Het verschil atoomstraal/ionstraal is soms aanzienlijk, zo is de ionstraal van F− (0,136 nm) het dubbele van de atoomstraal (0,064 nm).